# 옥스포드 (기업)
옥스포드(OXFORD)는 대한민국의 블록 완구 브랜드이다. 본사는 부산광역시 사하구 신평동에 있다.

## 역사
옥스포드 블록은 1961년, 동진공업사에서 처음 시작했으며, 국제완구와 파파토이를 거쳐 오늘날에 이른다. 자금난으로 도산한 블록 제조 업체들의 기술자들을 영입하여 회사 규모를 키워왔다. 1998년에는 조립 완구 뿐 아니라 최초로 비조립 완구인 유선조종 포세이돈 굴착기도 제조하였다. 이후 야야로 넘어가서 생산되다 단종된 것으로 추정되며 야야 쪽 완구 역시 바니랜드로 넘어가면서 단종되었다.

## 특징
부품의 형태나 시리즈의 컨셉 등에서 레고를 모방하는 경향이 있다. 예를 들어 '타운시리즈'는 '레고시티'를 모방하여 만든 것이다. 그러나 초소형 블록으로 형태를 표현하는 픽셀블록이나, 레고에서는 폭력적이다는 이유로 출시하지 않는 전쟁이나 군인을 소재로 한 '코브라', '밀리터리' 등의 제품군에서 레고와 차별화되는 면을 보이기도 한다.
레고에서는 전쟁이나 군인을 소재로 한 제품을 만들지 않으므로, 그러한 틈새시장을 공략하여 만든 밀리터리 시리즈가 큰 인기를 얻어 매출의 많은 부분을 차지한다. 또한 대한민국에만 있는 소재를 다룬 제품 즉 임진왜란 시리즈 및 대한민국 국군의 내무반 풍경을 소재로 한 블록완구도 나와 있으며 경회루, 숭례문 등의 한국 전통문화를 소재로 한 제품도 있다.
옥스포드는 미국에서 크레오라는 상표로 팔리는 트랜스포머 블록 완구의 부품을 납품하여 연간 250억의 매출을 올리기도 했다. 한국 애니메이션인 또봇을 프랜차이즈한 제품군도 있다.
불량부품이 나오기도 하는데, A/S 신청이 가능하다. 택배 박스 대신 다른 제품 박스로 정상 부품을 보내준다.

## 법적인 문제
옥스포드나 메가블럭 등 레고와 유사한 제품들이 팔릴 수 있는 이유는, 레고의 부품(브릭) 특허가 만료되었기 때문이다. 즉 레고와 똑같은 부품 및 그것을 이용한 완구를 만들어 파는 것은 어느 국가에서도 불법이 아니다. 레고는 메가블럭과의 소송은 물론 옥스포드와의 소송에서도 만료된 특허 때문에 패소한 적이 있다.

## 같이 보기
- 크레오
- 해즈브로
- 레고
- 메가블럭
- 엘드로우(LDraw)

## 참고 문헌
- 쌓고 허물고 흥미진진 '블록 삼국지' 레고 옥스포드 메가블럭, 800억원 시장 놓고 혈투 … 업체마다 다른 시장점유율 치열함 방증[깨진 링크(과거 내용 찾기)], 주간동아 2004.06.11